# Oscar Pettersson (ishockeyspelare)
Oscar Pettersson, född 13 maj 1999 i Örnsköldsvik, är en svensk professionell ishockeyspelare som spelar för Modo Hockey i SHL.
Hans moderklubb är Svedjeholmens IF men Pettersson spelade hela sin junior- och seniorkarriär i Örnsköldsvik HF och Modo. Inför säsongen 2019/20 skrev Pettersson på ett ettårskontrakt med Västervik.